# Обучителни трудности
Обучителните трудности представляват нарушения, които се отразяват на способността на някои хора да интерпретират това, което виждат и чуват или да свържат информация, получена от различни части на мозъка им. Тази неспособност може да се проявява по различни начини, като например специфични проблеми, свързани с говоримия и писмения език, координацията, самоконтрола, или способността да се концентрират и внимават. Тези проблеми се отразяват на училищната работа и могат да се отразят на способността на децата да четат, пишат или да решават задачи по математика.

## Причини за обучителните трудности
Никой още не е открил какво точно причинява обучителните трудности. Според водещата теория сред учените, обучителните трудности произхождат от съвсем слабо увреждане на мозъка. По-важното обаче е не задълбаването в причините, а търсенето и намирането на нужната помощ.

## Диагностика
Децата имат възлови моменти в своето развитие като „първа дума“, „първи стъпки“ и т.н. Обучителни трудности могат да бъдат диагностицирани, ако има значителни забавяния в развитието на тези важни умения за всяко дете. Също така, ако на едно дете в началното училище му трябват две години, за да премине в следващия клас, това също би могло да бъде индикатор за обучителни трудности.
Докато едно неформално диагностициране може да се направи чрез наблюдение на детето, същинската диагноза за наличието на обучителни трудности се поставя най-добре чрез използването на стандартизирани тестове, които сравняват нивото на развитите способности на дадено дете с тези, които се смятат за нормални за неговата възраст.